# ヌール・ジャハーン
ヌール・ジャハーン（ペルシア語 نور جهان, ウルドゥー語：نور جهاں, パシュトー語：نور جہاں, Nur Jahan, 1577年5月31日 - 1645年12月17日）は、北インド、ムガル帝国の第4代皇帝ジャハーンギールの妃。父はミールザー・ギヤース・ベグ、アーサフ・ハーンは弟にあたる。
ヌール・ジャハーンは才色兼備の女性で、皇帝ジャハーンギールの寵姫となり、健康の優れない彼に代わって事実上の皇帝として政務に携わった。のち、ジャハーンギールが死ぬと権力を失い、シャー・ジャハーンの治世では年金受給者として余生を送った。

## 生涯

### 后妃になるまで

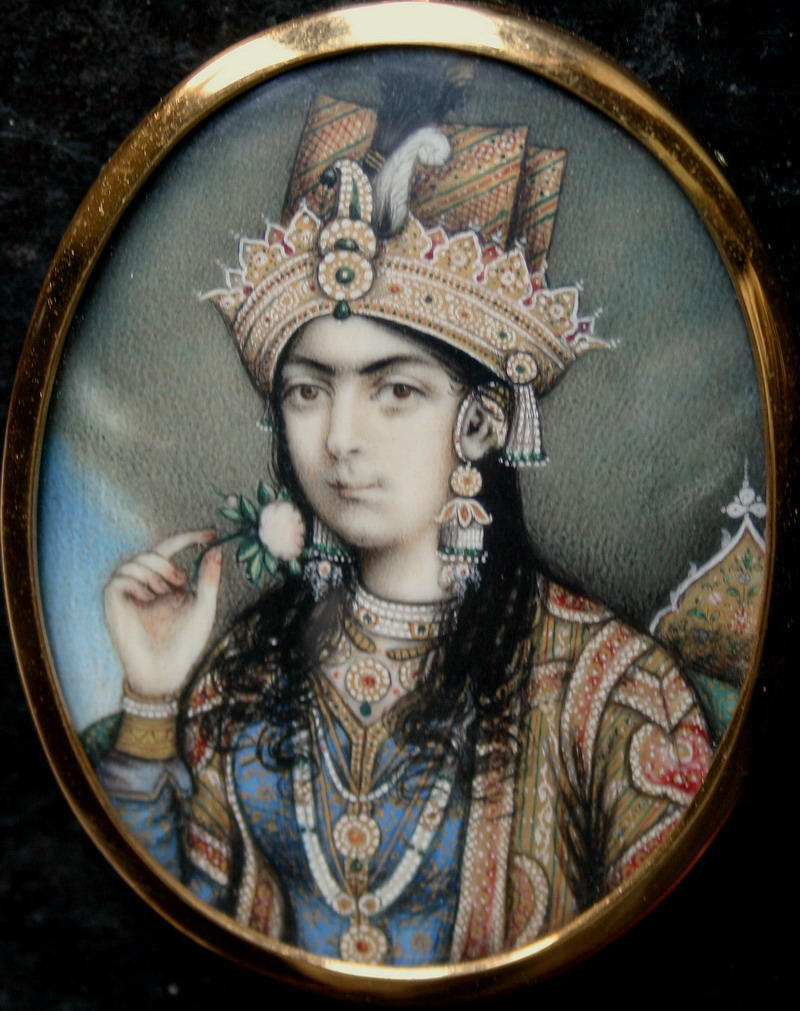
ヌール・ジャハーン

1577年5月31日、ヌール・ジャハーンことミフルンニサー・ハーヌムは、イランのサファヴィー朝の貴族であるミールザー・ギヤース・ベグの娘として、アフガニスタンのカンダハールで生まれた。その後、同年にミールザー・ギヤース・ベグはインドへと移住し、のち弟にアーサフ・ハーンが生まれた。
移住後、ミフルンニサー・ベーグムは絶世の美女に育った。なおかつ、彼女は頭もよく、教養が備わっており、さまざまな資質を持ち合わせた魅力的な女性となった。
やがて、ミフルンニサー・ハーヌムは父の公職の関係上、皇子サリームと知り合った。サリームは彼女を見たとき、その美しさに衝撃を受けたという。そののち、彼らは恋人同士となった。この知らせは皇帝アクバルのもとにも知らされたが、アクバルは彼らを結婚させることに反対し、誰か別の人物と結婚させるように勧めるようになった。
そのため、ミフルンニサー・ハーヌムは宮廷の高官シェール・アフガーン・ハーンと結婚した。彼もまたイラン系の貴族であり、ベンガルにマンサブとジャーギールを持つ人物であった。その後、彼らの間には1女ラードリー・ベーグムが生まれた。
だが、シェール・アフガーン・ハーンはその振る舞いによって、ベンガル太守クトゥブッディーン・コーカの不評を買い、彼らは仲が悪くなっていった。クトゥブッディーン・コーカがシェール・アフガーン・ハーンのもとに赴いていさめようとした際、シェール・アフガーン・ハーンは太守を殺害してしまった。クトゥブッディーン・コーカを殺した彼もまた、その場にいた衛兵に殺人者として処刑された。

### 皇帝との結婚

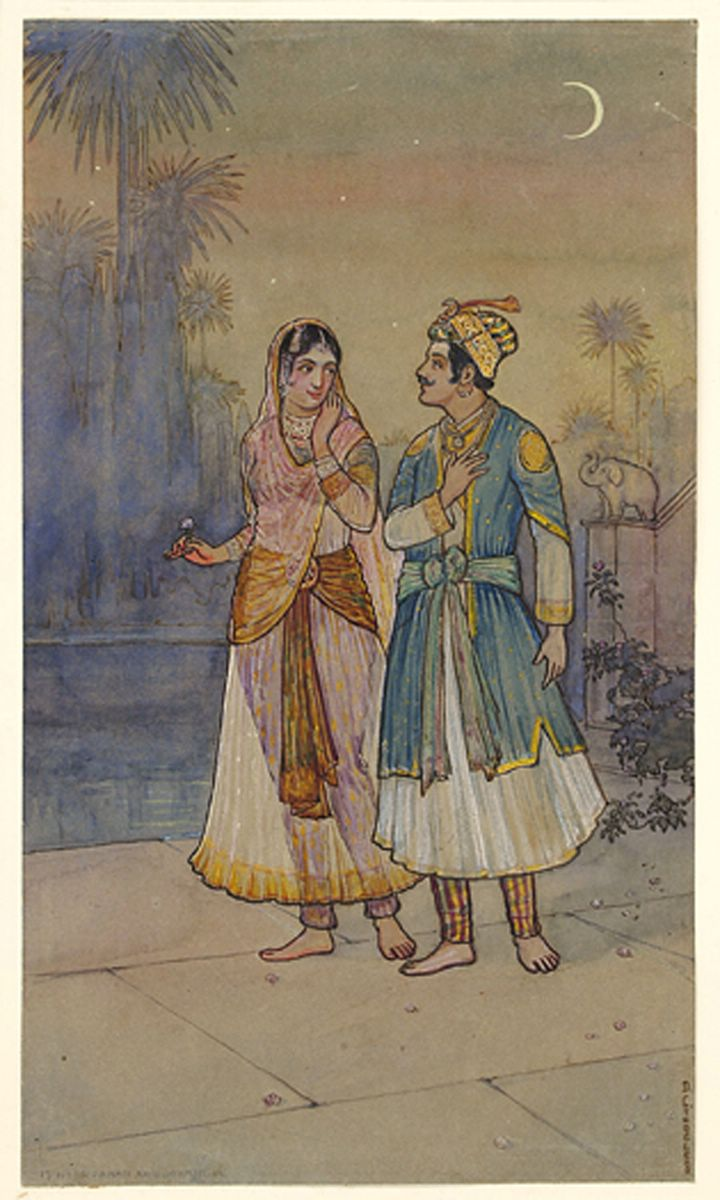
ヌール・ジャハーンとジャハーンギール

シェール・アフガーン・ハーンの処刑後、ミフルンニサー・ハーヌムは彼との間に出来た娘ラードリー・ベーグムを連れてアーグラへと帰った。一方、1605年にサリームはアクバルの後を継いで皇帝ジャハーンギールとなっていたが、彼女を忘れてはいなかった。
1611年3月16日、ジャハーンギールは盛大な式典を挙げ、ミフルンニサー・ハーヌムと結婚した。彼女をまもなく第一妃とした。
同年5月25日、ミフルンニサー・ハーヌムはヌール・マハル（宮中の光）の称号の称号を与えられ、1616年3月19日からはヌール・ジャハーン（世界の光）の称号で呼ばれた。

### 政権への関与
1610年頃から、ジャハーンギールは病気の発作を起こすようになり、ムガル帝国の国政は宰相ミールザー・ギヤース・ベグや妃ヌール・ジャハーン、その弟アーサフ・ハーンに握られていた。この三人にジャハーンギールの後継者ともいえる皇子フッラムが加わり、事実上の四頭政治が始まった。
皇帝のすべての勅令にはヌール・ジャハーンの名も記され、その名を刻んだ硬貨を鋳造させた。ヌール・ジャハーンの名はジャハーンギールの名とともに勅状にも併記され、彼女は事実上の支配者、つまり皇帝と同格であった。1622年に宰相ミールザー・ギヤース・ベグが死ぬと、ジャハーンギールは彼女をさらに重用した。
こうして、ヌール・ジャハーンは皇帝を凌ぐほどの力を得て、皇帝ジャハーンギールはその傀儡に過ぎなくなった。
だが、自分の一人だけに権力を行使しようとせず、権力の行使はあくまで二人であることを前提とし、皇帝の飲酒癖をやめさせようとした。
このような努力により、ジャハーンギールの怒りと暴力の発作は徐々に収まっていった。ジャハーンギールもまた、ヌール・ジャハーンにはとても感謝しており、「妃ほど余を思ってくれる者はいない」と回顧録で述べている。

### 皇位継承戦争において

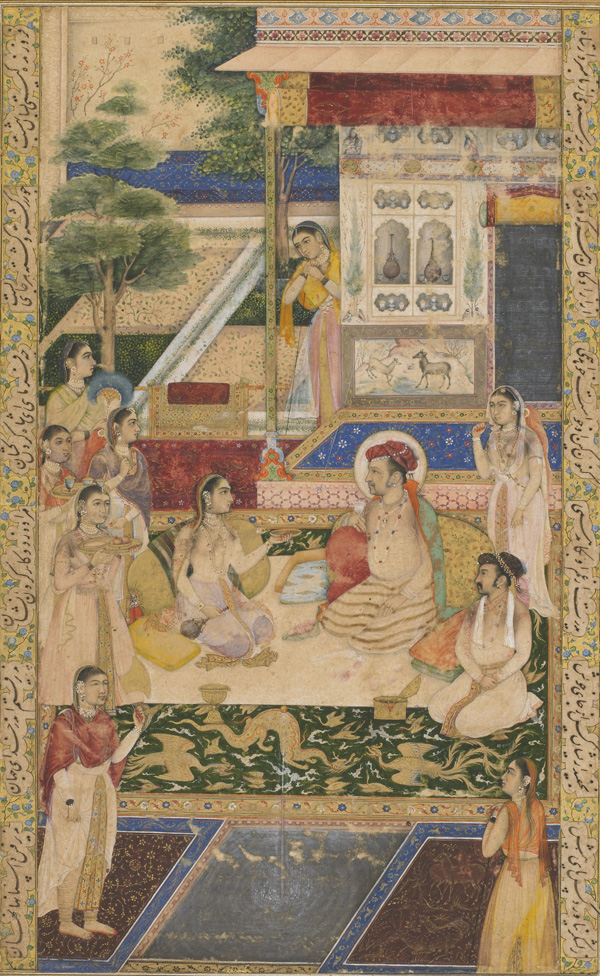
ヌール・ジャハーンとジャハーンギール。皇子フッラム（のちのシャー・ジャハーン）もいる

とはいえ、皇帝ジャハーンギールがこのような状態であったので帝国の国政は乱れ、ジャハーンギールの長男フスロー、次男のパルヴィーズ、三男のフッラム、四男のシャフリヤールの間で帝位継承をめぐる争いが発生した。
1619年、ヌール・ジャハーンは先夫シェール・アフガーン・ハーンとの間の一女ラードリー・ベーグムをシャフリヤールに嫁がせた。もともと、娘はフッラムに嫁がせるはずであったが、彼がこれを拒絶したため、シャフリヤールに嫁がせることとなった。
だが、ヌール・ジャハーンがシャフリヤールに娘を嫁がせたことで、他の皇子は後継者の地位を危うくされたと思い、宮廷に緊張が走った。特にフッラムは事実上の最高権力者であるヌール・ジャハーンと対立したことを危機と感じ、対決姿勢を明確にした。デカン遠征を命じられた際、フッラムはフスローを引き渡さなければいかないと言い、1621年に華々しい勝利をおさめると、フスローを殺害してしまった。
1622年、サファヴィー朝がカンダハールを占領すると、シャフリヤールにその奪還の命令が下され、同時にフッラムの領地の地代の一部が彼に与えられることになった。フッラムはこれに対して反乱を起こしたが、帝国の派遣した武将マハーバト・ハーンの軍に敗れ、デカンにとどまることを要求された。
その後、事態は平穏を迎えたが、ヌール・ジャハーンはフッラムを破ったマハーバト・ハーンを警戒し、彼はパルヴィーズを支持していたため、その排除を計画した。1626年にヌール・ジャハーンはマハーバト・ハーンにベンガルに戻るかあるいは宮廷に出仕するかを命じ、彼は後者を選んだ。だが、ラージプートの兵4000を連れていたマハーバト・ハーンは皇帝とヌール・ジャハーンの身柄を捕えた。
しかし、ヌール・ジャハーンは自身の説得術で事態をうまく切り抜け、マハーバト・ハーンを自身の軍門に加えた。その後すぐ、パルヴィーズが死亡し、皇位継承者はフッラムとヌール・ジャハーンが支持していたシャフリヤールの2人となった。フッラムはヌール・ジャハーンに味方するマハーバト・ハーンを打倒するために兵を集めた。
ヌール・ジャハーンはフッラムとマハーバト・ハーンの争いを見て、二人ともの排除を計画していた。そうしたなか、皇帝ジャハーンギールが突然死亡し、ヌール・ジャハーンの権力に陰りがさした。

### 失脚と晩年

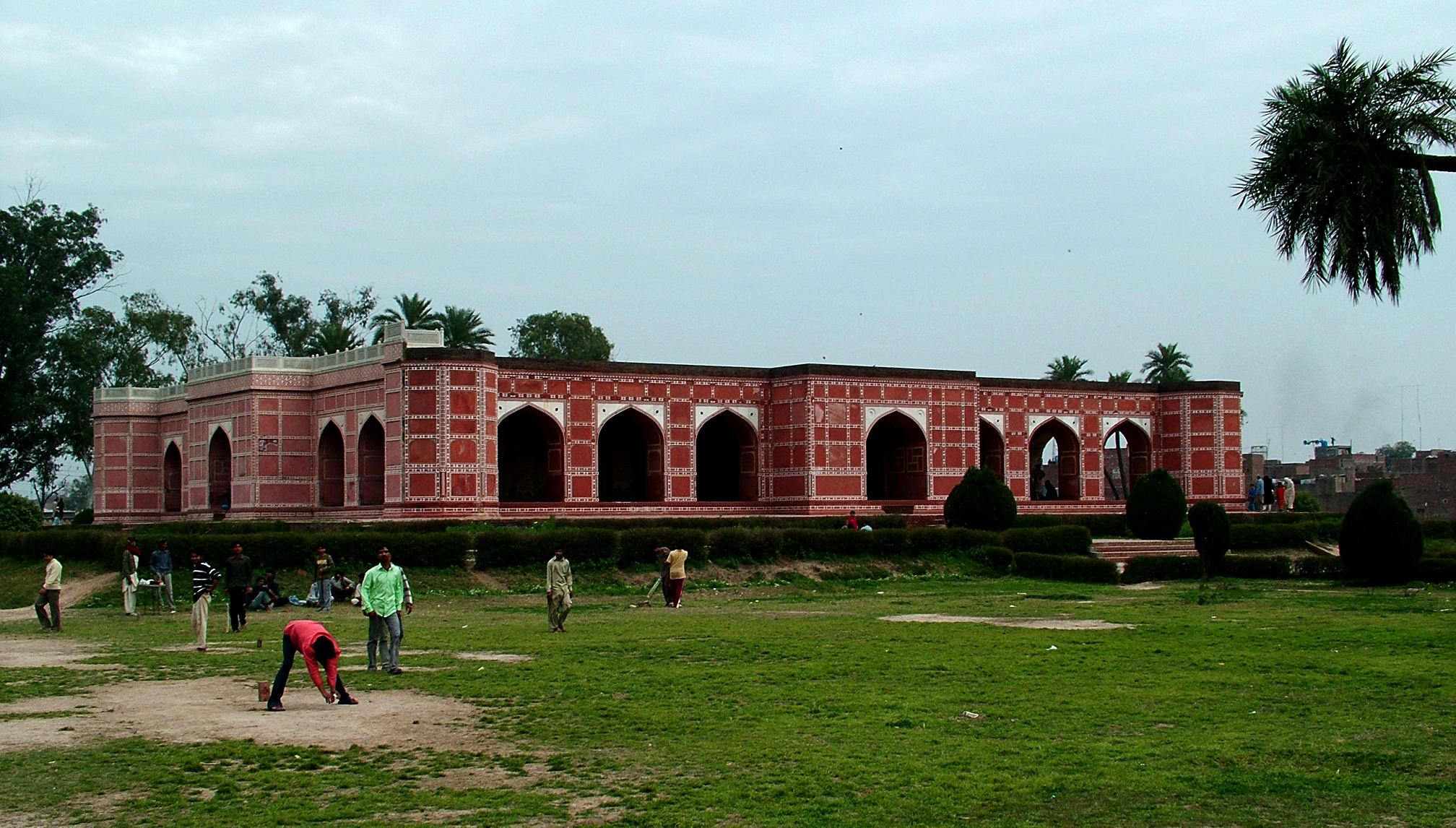
ヌール・ジャハーン廟

ジャハーンギール死去の際、ヌール・ジャハーンは居合わせていたが、皇位継承者たるフッラムとシャフリヤールはその場に居合わせていなかった。
さて、ヌール・ジャハーンの弟アーサフ・ハーンもその場に居合わせていた。だが、彼は自分の娘ムムターズ・マハルをフッラムに嫁がせていたため、彼はフッラムがデカンから帰還するときを稼ぐため、傀儡の皇帝ダーワル・バフシュを擁立した。
ヌール・ジャハーンが支持していたシャフリヤールはラホールで帝位を宣していたが、まもなくアーサフ・ハーンに敗れ、捕えられた。ヌール・ジャハーンは事実上失脚した。
1628年1月24日、フッラムはアーグラに入って「シャー・ジャハーン」を名乗り、2月14日に帝位を宣し、帝国の皇帝となった。それに伴い、ヌール・ジャハーンの支持していたシャフリヤールをはじめとする多くの皇族が処刑された。
失脚したヌール・ジャハーンは隠居生活に入り、年額20万ルピーの年金が与えられた。その後、1645年12月17日にラホールで死亡した。